# Valle Averto
La Valle Averto o Valle dell'Averto è una zona umida di importanza internazionale ai sensi della Convenzione di Ramsar, situata nella parte meridionale della Laguna di Venezia, nel comune di Campagna Lùpia. L'ingresso è posto al km 110 della Strada statale 309 Romea.
I circa cinquecento ettari del sito sono costituiti da un complesso di lagune costiere, modificate nel corso dei secoli con la creazione di valli da pesca. Il biotopo è composto da terreni alluvionali di limo e argilla con canneti, boschetti igrofili, prati, canali e siepi, mentre negli avvallamenti si formano piccoli specchi d'acqua; l'insieme presente una serie completa di habitat delle zone umide, dalla palude di acqua dolce e palude di canneti fino alle acque marine aperte con dune di sabbia interdiziale. Il complesso ospita così una ricchissima fauna ittica, inclusa quella d'acqua dolce. L'area è altresì importante a livello internazionale per le numerose specie di uccelli acquatici nidificanti, stanziali e svernanti. Le attività umane all'interno del sito comprendono l'allevamento ittico estensivo e l'educazione alla conservazione.
L'area è suddivisa tra cinque proprietari: la proprietà conosciuta con il nome di A.M.A. (acronimo di Azienda Marina Averto srl) è dedita all'acquacoltura certificata BIO in regime estensivo e copre circa il 60% dell'intera superficie con oltre 290 ettari; all'interno del compendio di Valle Averto vi sono altri 4 proprietari tra cui l'azienda A.A.A. Azienda Agriturismo Averto, gli Eredi conte Ancillotto , Capuzzo e WWF che dispone dei rimanenti circa 82 ettari, oltre a un compendio lagunare che ricade nel territorio di Campagna Lupia.
L'area di Valle Averto è parte integrante del sito "Venezia e la sua laguna", dichiarato patrimonio dell'umanità nel 1987 dall'UNESCO.

## Storia

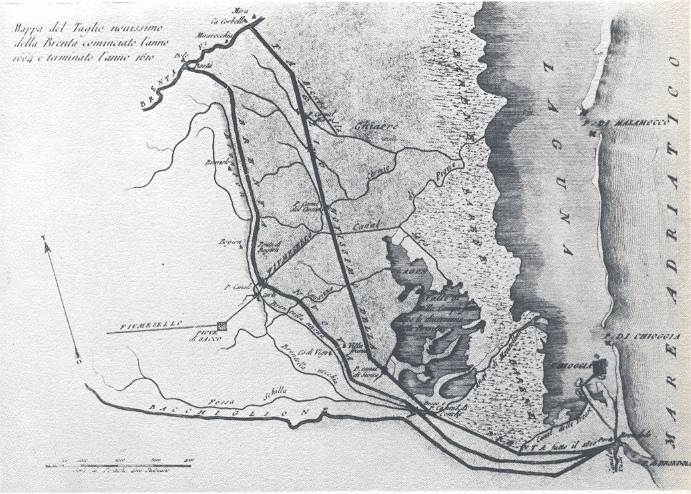
Il sistema del Brenta nel 1610

La Valle dell'Averto, terreno originariamente estraneo alla laguna di Venezia, è il risultato delle opere idrauliche della laguna di Venezia realizzate all'inizio del XVI secolo dalla Repubblica di Venezia, che nel 1610 fece scavare il Canale Novissimo del Brenta (Taglio di Brenta) per conservare l'ecosistema lagunare veneziano. L'allagamento della Valle dell'Averto avviene tramite due aperture (bùseni) nelle località di Lugo e di Cà Giarona del Cornio.
La proprietà della Valle Averto, come di altre valli da pesca, è dibattuta da secoli: il 5 marzo 1791, a seguito della Conterminazione Lagunare, la Repubblica di Venezia stabilì che tutti i bacini acquei posti dentro la laguna di Venezia erano di proprietà pubblica, mentre per le valli da pesca erano riconosciuti solo i diritti esclusivi di pesca.
Il catasto napoleonico del 1808 registra che la Valle dell'Averto, unitamente alla Riola e il Barenon, apparteneva al Nobilhomo Giacomo Duodo. Nel censimento austroungarico del 1843-1844, redatto dall'ingegnere De Bernardi, la Valle Averto risulta classificata come semiarginata; nella seconda metà dello stesso secolo venne radicalmente modificato il casone.
Da ultimo, il tribunale civile di Venezia ha definitivamente accertato che la proprietà di Valle Averto appartiene allo Stato italiano, dando atto che «le valli da pesca sono demaniali nei casi in cui è possibile provare la comunicazione delle loro acque con la Laguna e l'uso pubblico delle stesse ai fini di navigazione, balneazione o pesca».

## Tutela

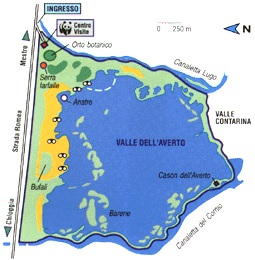
Mappa dell'oasi di Valle Averto

Con decreto del 1º agosto 1985, il Ministero per i beni culturali e ambientali individuò il biotopo di Valle Averto tra i cosiddetti beni a tutela selettiva si sensi della legge n.1497/39 e, per gli effetti, interamente sottoposto a vincolo paesaggistico. Successivamente, con le delibere della Giunta Regionale del Veneto n. 3051 del 7 giugno 1988 e n. 4447 del 19 luglio 1988 il biotopo Valle Averto veniva costituito in "Oasi di protezione della flora e della fauna".
L'intero biotopo di Valle Averto è stato designato quale zona umida di importanza internazionale ai sensi della Convenzione di Ramsar, dapprima con il decreto del Ministro dell'ambiente del 10 febbraio 1989 per 200 ettari e successivamente per tutti i 500 ettari (D.M. 3 maggio 1993), dichiarandola contestualmente come Area di reperimento nella quale istituire una Riserva Naturale dello Stato e affidandola in gestione al WWF.
La Giunta della Regione del Veneto, con successiva deliberazione n. 4824/1998, ha dichiarato la Valle dell'Averto come Zona di protezione speciale (codice IT3250046) ai sensi della Direttiva Uccelli (79/409/CEE), includendola poi nel più vasto Sito di importanza comunitaria "Laguna media inferiore di Venezia" (codice IT3250030) protetto dalla Direttiva Habitat (92/43/CEE).
Nel 2002 la Segreteria tecnica per le aree naturali protette del Ministero dell'ambiente avviò l'iter per l'istituzione della Riserva naturale statale Valle dell'Averto, tuttavia nel gennaio 2007 la giunta regionale approvò il Piano faunistico venatorio regionale (PFVR), riducendo il perimetro dell'oasi di protezione di Valle Averto a 200 ettari, pari alla zona gestita dal WWF. Pertanto, al fine di tutelare urgentemente l'ecosistema, il Ministero dell'ambiente emanò un'ordinanza per tornare a tutelare tutti i 500 ettari del biotopo., costringendo così la giunta regionale a modificare il PFVR ripristinando l'intera superficie dell'oasi.

## Fauna
L'oasi è popolata da invertebrati e pesci capaci di adattarsi al gradiente salino, oltre che da un'antifauna composta da 241 specie e 15.000 esemplari.
Sono presenti molte testuggini palustri ed esemplari di tasso, puzzola, faina, donnola e volpe. Ampia la popolazione di roditori e insettivori. A partire dalla seconda metà del XX secolo è stato introdotto il bufalo pontino, ora non più presente.
Vi nidificano la folaga, il germano reale, l'alzavola, il mestolone, il codone, il moriglione, la moretta, l'airone rosso, il tarabusino, il cigno reale, l'oca selvatica, il cormorano e diversi gabbiani. Vi passano le rotte migratorie di fenicottero, casarca, falco pescatore, albanella reale, sparviere, nibbio bruno, poiana, gruccione. Vi si trovano vari esemplari di passeriformi e diversi limicoli come il piovanello, il piro piro, la pettegola, il chiurlo, il cavaliere d'Italia e il totano moro.

## Flora
A causa del gradiente salino, del mutare delle quote e del substrato, vi si trovano specie molto diversificate: agli originari canneti, alle tife, ai giunchi, ai carici, e alle ninfee che popolano le superfici lacunari, alle ruppie, alle zannichellie dei fondali, alle tamerici delle rive e alle salicornie, agli astri delle lagune, alle salsole delle barene si sono aggiunti all'interno dell'area WWF ontani, pioppi neri, olmi, frassini e farnie.

## L'oasi

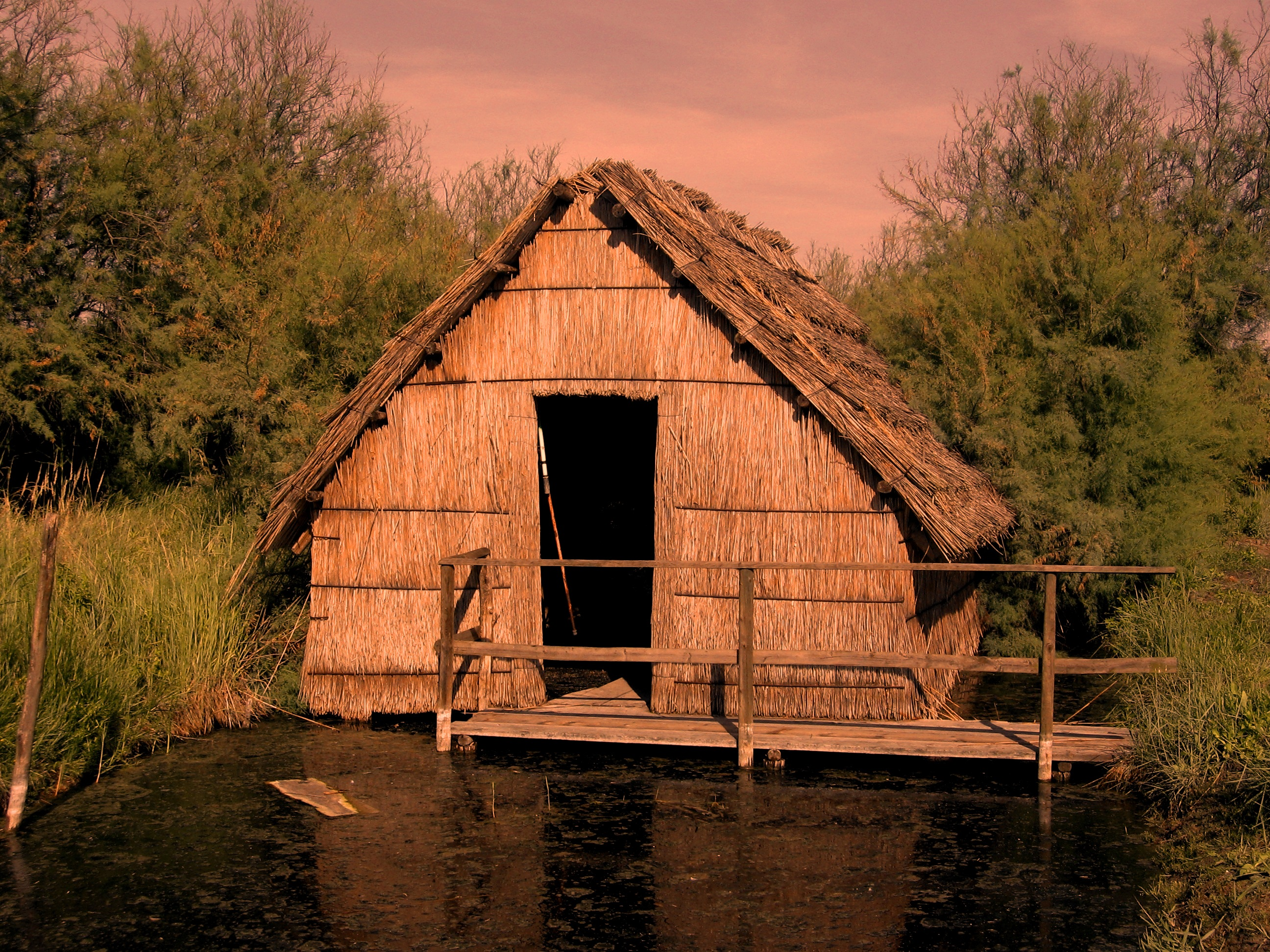
Un tipico casone lagunare

All'oasi, che ha sede in via Pignara 4, in località Lugo, era annesso un Museo del territorio, delle valli e della laguna di Venezia. Il sentiero per la visita consigliata, che parte da Ca' Tiepola, una struttura rinascimentale usata per mostre e conferenze, passa da una cavana e da un lavoriero ricostruito, per arrivare alle torrette d'osservazione.